# Pterotricha djibutensis
Pterotricha djibutensis är en spindelart som beskrevs av Raymond Comte de Dalmas 1921. Pterotricha djibutensis ingår i släktet Pterotricha och familjen plattbuksspindlar.
Artens utbredningsområde är Somalia. Inga underarter finns listade i Catalogue of Life.